# Misao
Misao i mišljenje su psihičke funkcije koje čovjeku omogućuju putem misaonih operacija uočavati, određivati i opisivati svojstva pojava i otkrivati odnose među njima.
Mišljenje (ili tijek mišljenja) je umni proces koji se odlikuje rasuđivanjem i zaključivanjem, odnosno shvaćanjem uzročno-posljedičnih veza među različitim pojmovima. Misao (odnosno sadržaj mišljenja) redovito se očituje u nekom sudu ili tvrdnji.
U filozofiji se obično pretpostavlja da su ljudi obilježeni razumnošću, čije je svojstvo sposobnost mišljenja. Zbog povezanosti s emocionalnim i drugim čimbenicima razlikuju se: konkretno i apstraktno, logično i nelogično, magijsko i arhaično mišljenje.

## Vanjske poveznice
|  | Wikicitati imaju zbirke citata o temi Misao |